# Atlante Miller

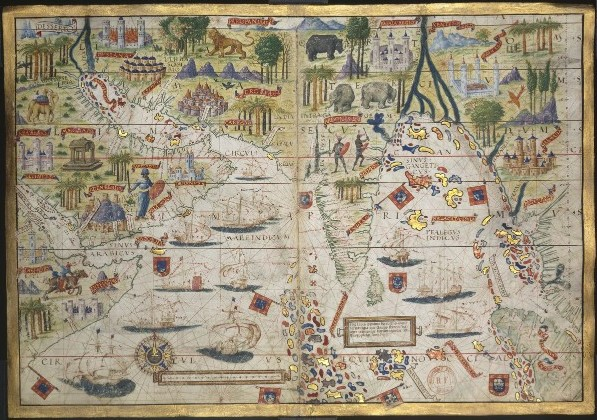
Carta dell'Oceano Indiano

L'Atlante Miller è un atlante portolanico portoghese riccamente illustrato del 1519, costituito da una dozzina di carte: È l'opera congiunta dei cartografi Lopo Homem, Pedro Reinel e Jorge Reinel ed è illustrato dal miniaturista António de Holanda. 
Ora si trova alla Biblioteca nazionale di Francia.